# Halle de Couvin
La halle de Couvin est un bâtiment historique sis au cœur de la vieille ville de Couvin, dans la province de Namur (Belgique). Construite au XIVe siècle et plusieurs fois restaurée, elle fut au centre des activités et du pouvoir municipal de la ville de Couvin. Le bâtiment est classé au patrimoine immobilier de Wallonie depuis 2001.

## Histoire
Couvin (Cubinium) et quelques autres domaines de l’abbaye Saint-Germain-des-Prés, est acquis par l’évêque de Liège, Otbert, en 1093. Étant fortifiée elle est reçue parmi les Bonne villes de la principauté de Liège (1299). Une halle est construite (mentionnée dans un document de 1377) qui est symbole et cœur du pouvoir municipal (magistrats et échevins s‘y réunissent), autant que lieu de rassemblement des habitants, et marché public, lorsque l’occasion s’impose. 
Située idéalement entre l’église Saint-Germain et la grand-place (anciennement place de l’église), le bâtiment subit de nombreuses transformations au cours des siècles. Jusqu’en 1737 la belle salle, à l’étage servait aux réunions des magistrats et échevins de la ville. Le rez-de-chaussée, espace ouvert sur trois côtés, servait de marché public, de lieu d’information et de l’affichage des avis à la population et de réunion à la sortie de l’église.  

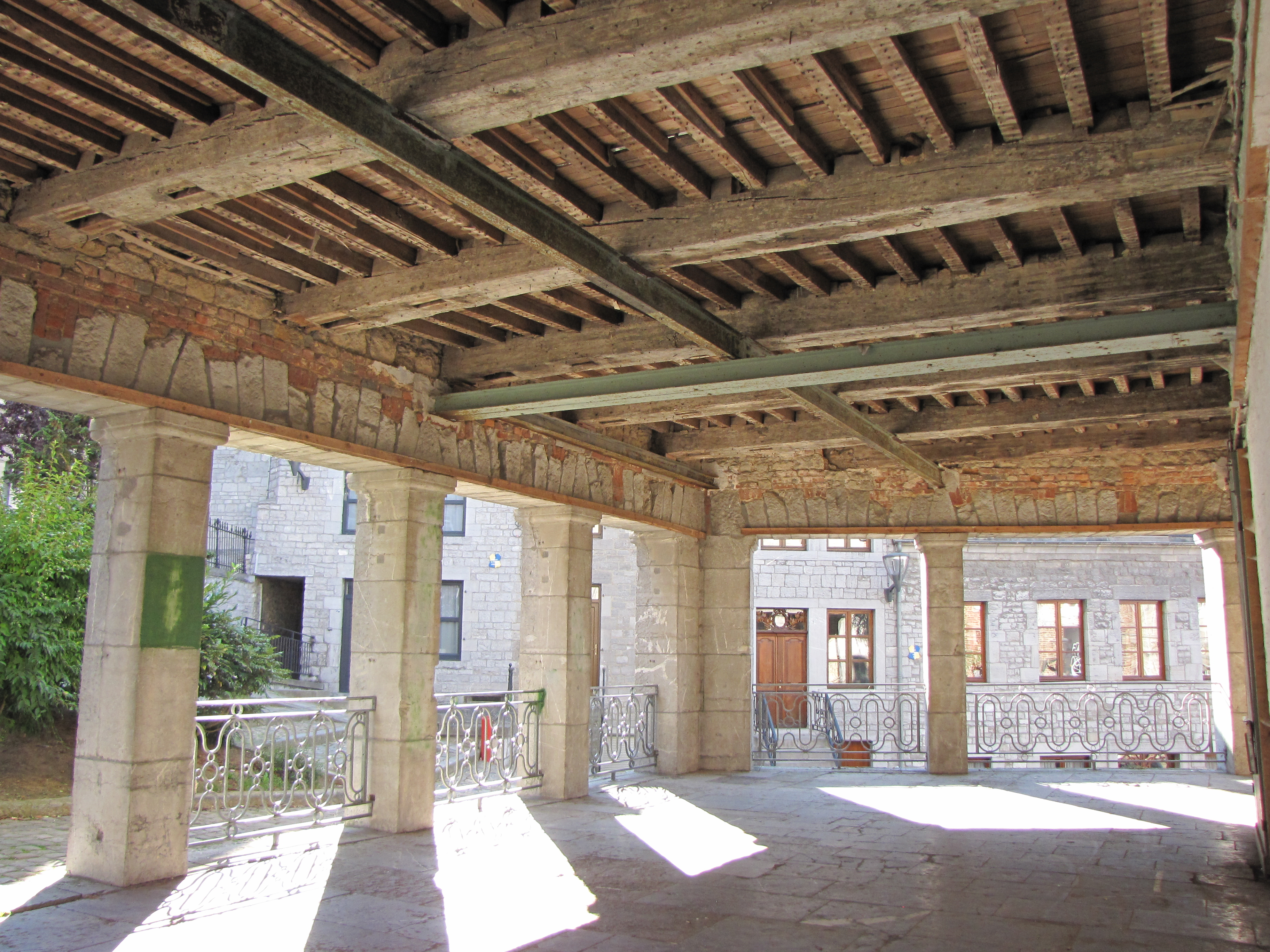
La charpente de la halle

Ses caves, avec accès direct sur la rue de la Ravalagne, servirent de prison lorsque les tours des fortifications disparurent. Au XIXe siècle lorsqu’un hôtel de ville fut construit sur la grand-place (1832) la halle eut successivement de multiples usages: une école municipale, bibliothèque ou caserne de pompiers.
Classé au patrimoine immobilier de Wallonie depuis 2001 (numéro : 93014-CLT-0029-01), et entièrement rénové (2014), le bâtiment est en attente d’une nouvelle affectation.